# برشاوشان أنيق
برشاوشان أنيق (الاسم العلمي:Adiantum elegantulum) هو نوع من النباتات يتبع جنس البرشاوشان من الفصيلة الديشارية.